# Логотип Одеси

Логотип Одеси

Логотип Одеси — туристичний логотип Одеси, найбільшого туристичного міста Південної України та адміністративного центру Одеської області. У серпні 2012 року Одеський міський голова Олексій Костусєв своїм розпорядженням рекомендував «всім зацікавленим у розвитку туристичної галузі використання туристичного логотипу м. Одеси».

## Історія

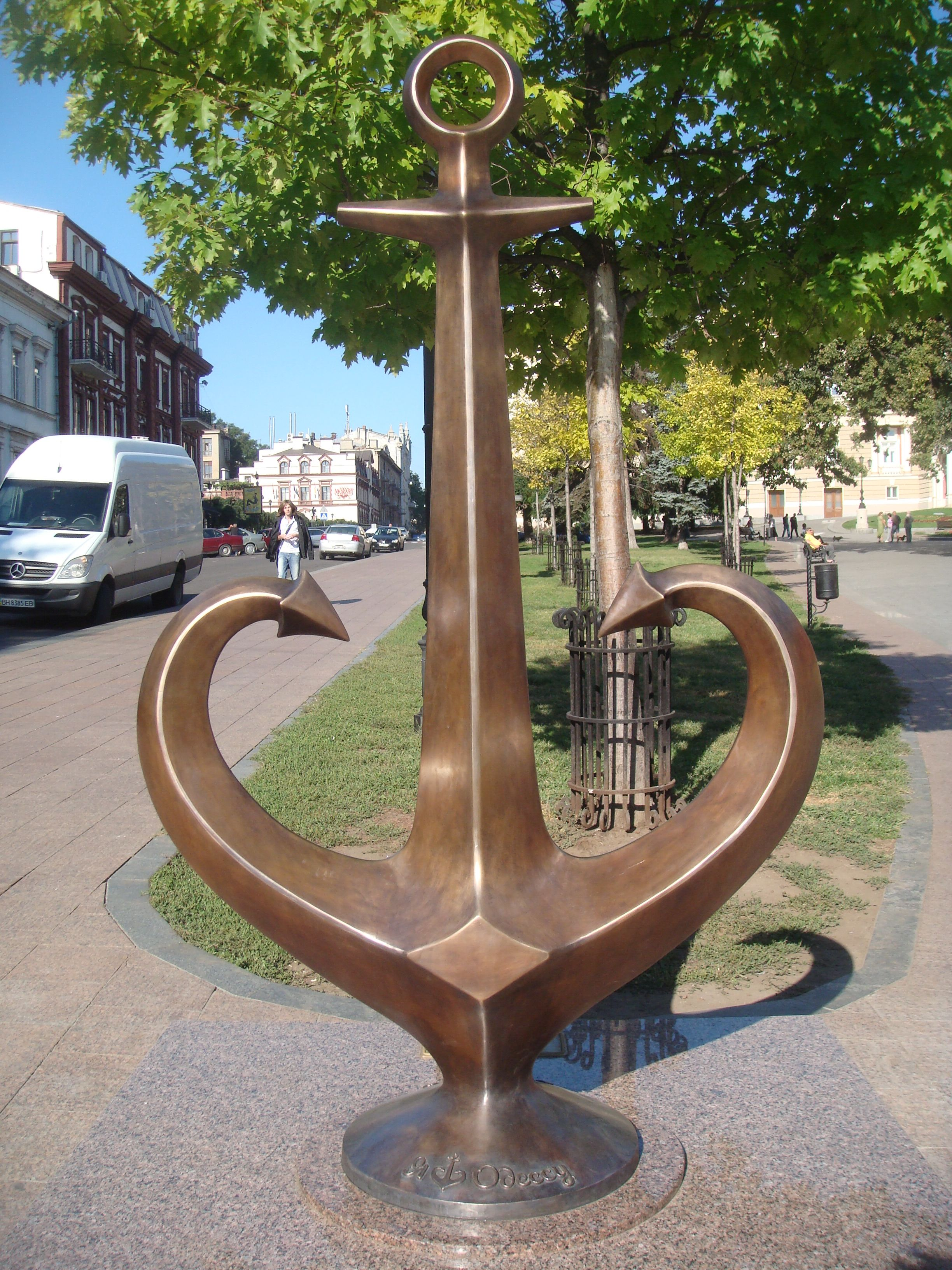
Монумент на розі Італійської та Ланжеронівської вулиць

5 червня 2012 року дизайнерська Студія Артемія Лебедєва представила брендбук «Фірмовий стиль Одеси», до якого увійшли фірмовий логотип, шрифти, патерн, каліграфічна композиція і правила оформлення «різних корисних речей — від вуличних табличок до сувенірних футболок». У той же день в Одесі, під час відкриття міського туристичного центру, відбулася презентація нового логотипу. За заявою самого дизайнера, запропонований ним логотип Одеси повинен асоціюватися з «якорем, серцем, хвилями, силою і маяком». Мовна частина композиції розроблена на трьох мовах — російською, українською та англійською. Каліграфічна композиція являє собою слоган «Я люблю Одесу», у яку вписаний фірмовий якір, що за стандартами студії-розробника може бути тільки червоного кольору. Як фірмові шрифти використовуються гарнітури Мерінг і Гросс Кунст.
За словами начальника департаменту туризму Одеської міської адміністрації, студія Артемія Лебедєва сама вийшла на міську владу і запропонувала свої послуги. Оплата за послуги дизайнерської студії з міського бюджету не передбачалася,.

## Вулична статуя
30 серпня 2012 року бронзову статую логотипу — двухсоткілограмову та двометрову його об'ємну копію доставлено до Одеси з Києва, з майстерні скульптора Олега Черноіванова, вже відомого в Одесі своїми роботами (6 скульптур в садку Літературного музею та ескізи, за якими відбувалося відтворення пам'ятника засновникам Одеси). Ідейним натхненником і автором проєкту виступив Іван Ліптуга. Проєкт здійснений на кошти мецената Дмитра Казавчинського.
2 вересня 2012 року, в День міста, відбулося урочисте відкриття монумента, на якому серед інших гостей були присутні автор логотипу Артемій Лебедєв та міський голова Одеси Олексій Костусєв, який назвав логотип «блискучою знахідкою».
Бронзова статуя логотипу була демонтована, після того як 26 грудня 2015 року «Porsche Cayenne» сильно пошкодив її.

## Скандал довкола логотипа
21 березня 2023 року СБУ оголосила підозру автору логотипа, російському дизайнеру та блогеру Артемію Лебедєву, який у червні 2022 року незаконно потрапив на територію Запорізької АЕС і відзняв там замовний репортаж для кремлівських медіаресурсів. На своїй фейсбук-сторінці це рішення прокоментувала керівниця Державного агентства розвитку і туризму України Мар'яна Олеськів, зазначивши, що «...досі наша рідна, вистраждана від бомбардувань Одеса користується логотипом, який розробив саме цей українофоб. Всі ж розуміють, що створював айдентику він не заради України...».
У 2022 році декілька одеських депутатів виступили проти використання туристичного логотипа Одеси, який розробили у студії російського дизайнера Артемія Лебедєва.